# Maia McCoy
Maia Alyse McCoy (* 9. Dezember 1996 in Memphis, Tennessee) ist eine liberianisch-US-amerikanische Leichtathletin, die sich auf den Sprint spezialisiert hat. 2024 wurde sie in Douala Vizeafrikameisterin im 100-Meter-Lauf.

## Sportliche Laufbahn
Maia McCoy wuchs in Memphis in den Vereinigten Staaten auf und absolvierte ein Studium an der University of Tennessee. Erste internationale Erfahrungen sammelte sie im Jahr 2024, als sie bei den Afrikaspielen in Accra in 11,49 s auf Anhieb die Silbermedaille im 100-Meter-Lauf hinter der Gambierin Gina Bass Bittaye gewann. Zudem gewann sie auch mit der liberianischen 4-mal-100-Meter-Staffel in 44,02 s gemeinsam mit Ebony Morrison, Destiny Smith-Barnett und Shania Collins die Silbermedaille hinter dem nigerianischen Team. Im Mai wurde sie bei den World Athletics Relays in Nassau in 44,31 s Fünfte im B-Lauf in der 2. Qualifikationsrunde über 4-mal 100 Meter für die Olympischen Spiele in Paris und verpasste somit eine Direktqualifikation. Anschließend gewann sie bei den Afrikameisterschaften in Douala in 11,16 s die Silbermedaille über 100 Meter hinter der Gambierin Gina Bass Bittaye und sicherte sich im Staffelbewerb in 44,38 s gemeinsam mit Destiny Smith-Barnett, Ebony Morrison und Thelma Davies die Bronzemedaille hinter den Teams aus Nigeria und Ghana.

## Persönliche Bestleistungen
- 100 Meter: 11,08 s (+1,6 m/s), 15. April 2023 in Gainesville
  - 60 Meter (Halle): 7,20 s, 14. Februar 2020 in Clemson
- 200 Meter: 23,00 s (+0,5 m/s), 29. Mai 2021 in Jacksonville
  - 200 Meter (Halle): 23,03 s, 22. Februar 2019 in Fayetteville